# La Croix-Avranchin
Pour les articles homonymes, voir Croix (homonymie).
La Croix-Avranchin est une ancienne commune française, située dans le département de la Manche en région Normandie, peuplée de 435 habitants, devenue le 1er janvier 2017 une commune déléguée au sein de la commune nouvelle de Saint-James.

## Géographie
| Vergoncey, Pontorson (comm. dél. de Macey) | Vergoncey          | Vergoncey, Saint-Senier-de-Beuvron |
| Pontorson (comm. dél. de Macey et Vessey)  | La Croix-Avranchin | Saint-Senier-de-Beuvron            |
| Villiers-le-Pré                            | Villiers-le-Pré    | Saint-James                        |

La commune est traversée par deux cours d'eau : le Loison, un affluent du Couesnon de 11,7 km et le ruisseau du Hamel, qui y prend sa source.

## Toponymie
Le nom de la localité est attesté sous les formes vicum Cructs en 1037 et 1047, Crux en 1040 et 1046, et Vicus Crucis sans date.
Le toponyme serait une dédicace à la Sainte Croix,.
Le locatif Avranchin apparait au XVe siècle.
Un gentilé non officiel est Chouan, surnom resté aux habitants de cette commune en raison de « de leurs sentiments antirévolutionnaires » que renforça « la proximité du maquis royaliste breton ».

## Histoire
La Croix-Avranchin est un carrefour deux fois millénaire, un lieu de passage très fréquenté depuis la protohistoire.
Si l'on en croit la tradition, la commune serait la première localité évangélisée de l'Avranchin. La première croix à y être plantée aurait été dressée à l'endroit où s'élève actuellement la croix de l'ancien cimetière. Un premier oratoire aurait été fondé à proximité dont il ne reste nul vestige.

### Les origines
À l'Âge du bronze, un noyau de peuplement assez important se dessine dans la région de Saint-James. Avec l'arrivée des Celtes dans le Sud-Manche et de la tribu des Abrincates, les défrichements des forêts s'intensifient et la campagne se forme.
Le village s'implante à l'intersection de deux voies gauloises : l'une, allant des bords du Beuvron aux bords du Couesnon ; l'autre, venant d'Avranches pour se diriger vers Rennes.

### À l'époque gallo-romaine
Au cours du IIIe siècle, les voies deviennent romaines : la voie est-ouest, voie de hauteur qui part de Domfront pour entrer dans la Manche par Saint-Cyr-du-Bailleul traverse le bourg par l'ancienne localité des Nicolières ; la voie nord-sud, qui suit l'actuel tracé de la D 40 à partir de Pontaubault, traverse le bourg par l'ancienne localité de Mouraine.
Ces voies faisaient sans doute l'objet d'une surveillance militaire, entrainant l'attribution de domaines agricoles à des colons anciens soldats, l'implantation de villae le long des routes et le développement du commerce et de l'artisanat dans le bourg, « avec peut-être un oratoire païen en l'honneur de l'Empereur et des Dieux » sur le tertre occupé actuellement par l'église.
Témoin de cette époque, une monnaie d'or à l'effigie de Domitien a été découverte près du bourg.

### Au Moyen Âge
Selon la tradition, La Croix-Avranchin aurait été la première paroisse à être évangélisée, ce que corroboreraient d'une part, son implantation, « les sites de carrefour (ayant) souvent été les premiers christianisés » et, d'autre part, la dédicace de son église à la sainte Trinité, l'une des plus anciennes dans l'Avranchin. « La paroisse primitive comprenait sans doute aussi (en partie ou en totalité) les paroisses actuelles de Villiers-le-Pré (Saint-Pierre) et de Vessey (Saint- Vincent) ».
Dans son étude sur le régime domanial du IXe au XIe siècle, Lucien Musset émet l'hypothèse que cette grande paroisse succéderait à un domaine carolingien, Charlemagne ayant favorisé la constitution de grandes exploitations agricoles à l'époque franque.
Au début du XIe siècle, la paroisse de La Croix eut à souffrir de la guerre entre les Bretons et les Normands lors d'une bataille qui se déroula en 1029 sur la route de Pontorson près du lieu-dit le Vaucel, dans la plaine des Tombettes. Le récit de cette bataille se trouve narré dans le Roman de Rou de Robert Wace qui consacre une centaine de vers à ce violent combat. Les Bretons furent défaits et après la bataille, une grande tombe fut creusée « dont le pourtour était parementé de pierres ordinaires, qui était recouverte de terre et remplie de débris humains », d'où le nom donné à ce champ qui figurait dans le cadastre jusqu'au remembrement foncier,.
Parmi les combattants normands victorieux figurait le seigneur Adelhelm. Pour le récompenser de sa bravoure, le duc Robert Ier de Normandie lui donna le village de La Croix. Le chevalier en fit don en 1037 à l'abbaye du Mont-Saint-Michel. Quelques années plus tard, une partie du domaine fut transférée au prieuré de Saint-James dépendant de l'abbaye de Fleury,. Un Adelelmus était à la conquête de l'Angleterre avec Guillaume le Conquérant et figure dans le Domesday Book.
À partir du XIe siècle, le bourg bénéficie du passage de milliers de pèlerins se rendant au Mont-Saint-Michel et les anciennes voies romaines deviennent les chemins montois.
Pendant la guerre de Cent Ans, La Croix-Avranchin, à l'instar des autres paroisses de l'Avranchin, se trouve dans la tourmente et du fait de sa situation dans une région frontalière, elle souffre des combats pour la Succession de Bretagne et pour la légitimité française.

### Sous l'Ancien Régime
Au XVIe siècle, elle connaît les guerres de Religion, les Montgomery de Ducey et de Pontorson adoptant la Réforme.
Au XVIIe siècle, elle traverse une époque troublée, marquée par les luttes de la Fronde et la révolte des Nu-pieds.
Au XVIIIe siècle, l'église de la Sainte-Trinité fait l'objet d'embellissements. En 1703, un maître-autel y est placé, de même que les retables de sainte Marguerite et de la Vierge ainsi que les statues en bois de saint Étienne et de saint Laurent. En 1717, l'église reçoit les statues de saint Nicolas et de saint Éloi. En 1742 intervient la construction de la sacristie.
C'est en 1722 qu'est fondée la première école privée des filles, à l'instigation du curé Gabriel Méance, resté 44 années à la tête de la paroisse. Cette école paroissiale est confiée aux Sœurs du Carmel d'Avranches dont la sœur Trouvé enseignera 55 ans à La Croix, de 1759 à 1824. L'école privée des garçons, gratuite pour les pauvres, est fondée plus tard par le curé Michel Lebas qui officia de 1743 à 1764.
L'année 1768, marquée par des pluies incessantes et des tempêtes, est une année noire pour La Croix comme pour tout l'Avranchin, et la disette est générale.

### À la Révolution
Lors de la Chouannerie, six volontaires nationaux furent égorgés de nuit au lieu-dit du Chatelier, en dehors des combats qui opposèrent chouans et républicains en septembre et en décembre 1795. Une dernière lutte meurtrière eut lieu le 23 janvier 1800 au lieu-dit du Pirot.
Le doyenné rural de La Croix, qui comprenait 35 paroisses des trois cantons de Ducey, Saint-James et Pontorson, est supprimé. À partir de 1790, la commune fait partie du canton de Saint-James.
Le curé, Joseph Gauthier, s'exile en Angleterre en 1791 et c'est un simple clerc, Jacques Nicolle, ordonné prêtre clandestinement à Paris, qui revient exercer son ministère en cachette. Surpris par les patriotes au lieu-dit de La Basse, il est emprisonné au Mont puis libéré et deviendra vicaire de La Croix. Le curé constitutionnel, Crespin Lepetit, officie de 1791 à 1793. Il quitte par la suite la soutane et se marie en 1821.
Un prêtre clandestin, l'abbé Guillaume Davy, né à La Croix, revenu d'exil de 1795 à 1799, est traduit devant les tribunaux révolutionnaires et emprisonné au Mont-Saint-Michel où il mourut.

### AuXIXesiècle
Sous la Monarchie de Juillet, en 1845, une tribune est construite dans l'église pour contenir les enfants pendant les offices et les séparer des fidèles. En 1846, le conseil municipal de la commune crée une route qui conduit par Mouraine aux moulins situés le long du Beuvron afin, notamment, de faciliter le transport de la « charée », c'est-à-dire de la cendre récupérée lors des lessives, qui servait à amender les sols pour la culture du sarrasin. En 1847 est construit un nouveau presbytère.
Sous le Second Empire, l'église reçoit une horloge en 1864 et la commune se dote d'une bibliothèque en 1865. En août 1868, une pétition, signée par 183 habitants, est adressée à Napoléon III afin d'obtenir le prolongement de la ligne de chemin de fer de Fougères par Saint-James jusqu'au Mont-Saint-Michel.
Sous la Troisième République, en 1892, une foire est créée à La Croix-Avranchin, dont la date est fixée au premier samedi qui précède la fête de la Trinité.

### AuXXesiècle
En 1933, la commune reçoit l'électricité. Mais elle ne sera installée dans les écoles, l'église et le presbytère qu'en août 1947.
Sous le Régime de Vichy, elle se dote d'une cantine scolaire et d'un terrain de sports en 1941.
La Croix-Avranchin est épargnée pendant le second conflit mondial et elle figure sur la liste des communes non sinistrées par actes de guerre. Elle n'a donc pas bénéficié en 1946 des dommages de guerre. En 1950, le facteur André Bédouin, grand mutilé de guerre, reçoit la Légion d'honneur.
En 1971, les cloches sont électrifiées et le presbytère restauré. Un nouveau cimetière est créé après la fermeture de l'enclos paroissial en 1975. Le nouveau lieu d'inhumation est bénit le 18 novembre 1978 par le curé Bernard Labbé.
Le 17 juillet 1989 est créé le Syndicat intercommunal des écoles de Vergoncey et La Croix-Avranchin.

### AuXXIesiècle
Fin 2014, après plusieurs mois de travaux et de fermeture de l'église, a été inaugurée la restauration du retable du maître autel de la Trinité.
Depuis 2015, l'école de la commune est labellisée E3D (école en démarche de développement durable). Dans ce cadre, les enfants sont amenés à réaliser des actions éco-citoyennes. Ainsi, pendant l'hiver 2016, les élèves ont aidé à la reconstruction d'une haie dans le champ d'un agriculteur de la commune. Les projets sont présentés à chaque conseil d'école.
Le 12 décembre 2019, la commune nouvelle a inauguré l'espace croixéen, réhabilitation de la salle polyvalente qui avait été construite à la fin des années 1970 et rénovée une première fois au début des années 2000.
En mars 2021, l'horloge du clocher de l'église est réparée par les ouvriers de la fonderie Cornille-Havard de Villedieu-les-Poêles.

## Politique et administration

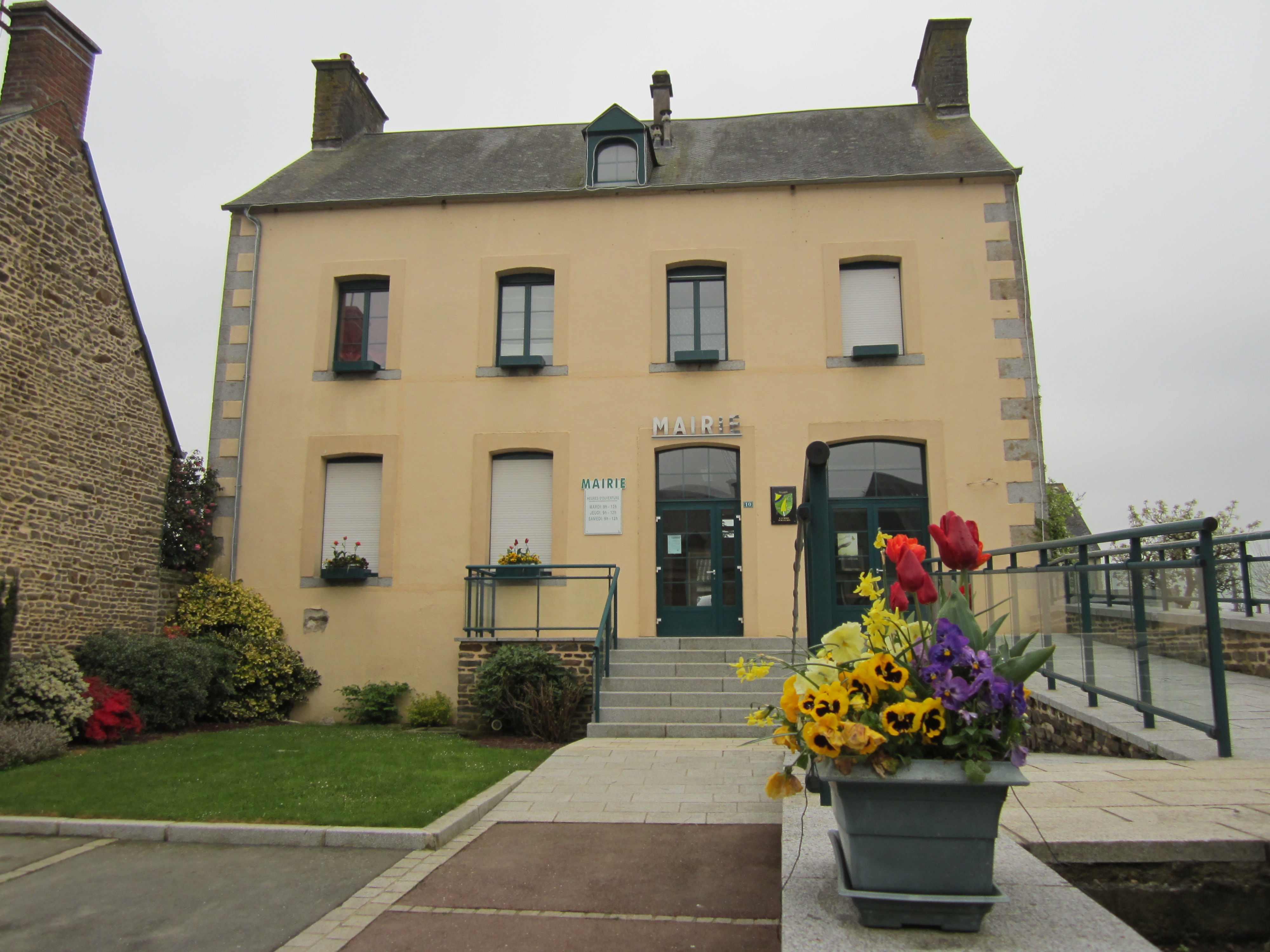
La mairie annexe.

### Liste des maires
| Période                                  | Période       | Identité               | Étiquette | Qualité                                                                      |
| ---------------------------------------- | ------------- | ---------------------- | --------- | ---------------------------------------------------------------------------- |
| Les données manquantes sont à compléter. |               |                        |           |                                                                              |
| 1865                                     | 1885          | Pierre Paul Desgranges |           |                                                                              |
| 1885                                     | 1891          | Pierre Bernier         |           |                                                                              |
| 1891                                     | 1930          | Louis Gautier          |           |                                                                              |
| 1930                                     | 1942          | Pierre Gautier         |           |                                                                              |
| 1942                                     | octobre 1947  | René Fardin            |           | Cultivateur                                                                  |
| octobre 1947                             | 1950          | Jean Étienvre          |           |                                                                              |
| 1950                                     | mars 1965     | Pierre Alençon         |           |                                                                              |
| mars 1965                                | 1969          | Henri Bellis           |           |                                                                              |
| 1969                                     | mars 1977     | Pierre Ameline         |           |                                                                              |
| mars 1977                                | 1984          | Hubert Forget          |           |                                                                              |
| 1984                                     | juin 1995     | Victor Bellis          |           |                                                                              |
| juin 1995                                | mars 2014     | Serge Ameline          | SE        | Agriculteur retraité, maire honoraire Vice-président de la CC de Saint-James |
| mars 2014                                | décembre 2016 | Samuel Leroy           | SE        | Agriculteur                                                                  |

Le conseil municipal était composé de onze membres dont le maire et trois adjoints.

### Liste des maires délégués
| Période      | Période  | Identité           | Étiquette | Qualité        |
| ------------ | -------- | ------------------ | --------- | -------------- |
| janvier 2017 | mai 2020 | Samuel Leroy       | SE        | Agriculteur    |
| mai 2020     | En cours | Christine Deroyand | SE        | Aide-soignante |

## Population et société

### Démographie
L'évolution du nombre d'habitants est connue à travers les recensements de la population effectués dans la commune depuis 1793. À partir du 1er janvier 2009, les populations légales des communes sont publiées annuellement dans le cadre d'un recensement qui repose désormais sur une collecte d'information annuelle, concernant successivement tous les territoires communaux au cours d'une période de cinq ans. 
Pour les communes de moins de 10 000 habitants, une enquête de recensement portant sur toute la population est réalisée tous les cinq ans, les populations légales des années intermédiaires étant quant à elles estimées par interpolation ou extrapolation. Pour la commune, le premier recensement exhaustif entrant dans le cadre du nouveau dispositif a été réalisé en 2006,.
En 2021, la commune comptait 435 habitants, en évolution de −3,76 % par rapport à 2015 (Manche : +0,44 %, France hors Mayotte : +2,49 %).
La Croix-Avranchin a compté jusqu'à 1 071 habitants en 1846.
| 1793 | 1800 | 1806  | 1821  | 1831  | 1836  | 1841  | 1846  | 1851  |
| ---- | ---- | ----- | ----- | ----- | ----- | ----- | ----- | ----- |
| 951  | 981  | 1 070 | 1 064 | 1 049 | 1 020 | 1 001 | 1 071 | 1 055 |

| 1856  | 1861 | 1866 | 1872 | 1876 | 1881 | 1886 | 1891 | 1896 |
| ----- | ---- | ---- | ---- | ---- | ---- | ---- | ---- | ---- |
| 1 052 | 970  | 920  | 878  | 845  | 781  | 781  | 728  | 713  |

| 1901 | 1906 | 1911 | 1921 | 1926 | 1931 | 1936 | 1946 | 1954 |
| ---- | ---- | ---- | ---- | ---- | ---- | ---- | ---- | ---- |
| 701  | 672  | 649  | 612  | 602  | 585  | 590  | 595  | 587  |

| 1962 | 1968 | 1975 | 1982 | 1990 | 1999 | 2006 | 2011 | 2016 |
| ---- | ---- | ---- | ---- | ---- | ---- | ---- | ---- | ---- |
| 549  | 550  | 481  | 437  | 448  | 431  | 504  | 462  | 449  |

| 2019 | - | - | - | - | - | - | - | - |
| ---- | - | - | - | - | - | - | - | - |
| 439  | - | - | - | - | - | - | - | - |

### Sports
- L'Espérance vaillante de La Croix-Avranchin (football).

## Culture locale et patrimoine

### Lieux et monuments

#### Église Sainte-Trinité
Église Sainte-Trinité des XIVe, XVIIe – XVIIIe siècles, remaniée, avec quelques traces du XIe siècle, et cadran solaire.
Au XIIe siècle, l'église fut donnée au chapitre d'Avranches par Richard de Beaufou. De cet édifice, il resterait quelques pierres de granite dans le mur nord du chœur ainsi qu'un contrefort.
De l'église du XIVe siècle subsistent la tour et ses infrastructures, de même que la croisée d'ogives intérieure.
La nef, le chœur et la sacristie datent du XVIIIe siècle.
Les anciens fonts baptismaux en granite de l'époque romane ont été placés à l'extérieur de l'église, sur le côté sud de la nef lors de leur remplacement au XIXe siècle par des fonts à cuve ovale en marbre noir veiné de blanc et rose, fermée par un couvercle en cuivre doré, sommé d'un globe et d'une croix latine. Ces objets ont été inscrits au titre des monuments historiques, respectivement le 4 août 1988 et le 20 avril 2015. L'église abrite également un maître-autel et autels latéraux (XVIIIe), un bénitier (XIIIe), un tableau de la Trinité (XVIIIe), cinq statues du maître-sculpteur Philippe Colin, un christ en croix (XVIe), une verrière (XXe) de R. Desjardins, Charles Lorin et Bordereau.
La croix cimétériale, dite croix des Villiers, dont le dé est gravé du blason de ces seigneurs (trois losanges dont deux en chef et un en pointe), date du XVIe siècle. En ruine à la Révolution, elle fut relevée en 1806 puis restaurée en 1836,.

#### Ancienne chapelle de la Boussardière
Il existait au lieu-dit La Boussardière une chapelle érigée en 1653 sous le vocable de Notre-Dame de Pitié qui fut détruite en 1813. De ce lieu de culte, il subsiste une statuette en bois peint de la Vierge de Crucifixion qui se trouve dans une niche du mur nord de la nef de l'église paroissiale.

#### Mémorial du pays de la Croix
En 1975, la commune a fermé l'enclos paroissial pour créer un nouveau cimetière au Clos-Ruault. De l'exhumation de cet ancien cimetière est née l'idée de la création d'une œuvre collective de mémoire, sorte de musée lapidaire à ciel ouvert qui entoure désormais l'église paroissiale. Trente stations, majoritairement des stèles gravées, dont certaines issues des anciens tombeaux de granite de l'enclos primitif, commentent ainsi l'histoire du pays de La Croix. Parmi ces stèles : souvenir de la voie ferrée Avranches - Saint-James (1901-1934), souvenir des métiers disparus une des causes de l'émigration, le télégraphe aérien (1796-1850), les victimes de la Révolution et de l'Empire, des pierres tombales XVIIIe, la tombe du botaniste Lechevalier de Beaubuisson (1769-1829), un extrait de la carte de Peutinger…
Ce mémorial, édifié entre 1983 et 1993, est l'œuvre de bénévoles de la commune et de granitiers locaux qui ont fait don de plaques en complément de celles réutilisées. Un guide pour la visite du parcours, écrit par feu le père Bernard Labbé, a été édité en 1994,.

#### Calvaire
Le calvaire se situe au bord de la route de Saint-James (D 30), à l'angle de la rue du Mont-Saint-Michel et de la rue du Sabotier. Il s'agit en fait d'une croix monumentale de mission érigée en 1841. Elle repose sur un emmarchement de quatre degrés et sur l'une des faces de son dé octogonal se trouve fixée une plaque de marbre blanc avec l'inscription : 
Spes unica
Mon Jésus
À l'origine, cette croix et le Christ rapporté à son croisillon étaient en bois. Les archives de la conférence ecclésiastique de 1886 consignent que ces deux éléments furent brisés et renversés par la tempête du 2 janvier. Leur restauration intervint en mai de la même année et grâce à la générosité des paroissiens, la croix de bois fut remplacée par une croix de granite au fut d'un seul bloc d'environ 8 m de hauteur, surmonté d'un croisillon d'1,30 m orné d'un Christ en fonte de fer.

#### Autres croix
- Croix-Blanche : à l'intersection de la D 30 et de la D 363 qui mène à Saint-Benoît, lieu où se serait engagée la Bataille de La Croix-Avranchin (30 décembre 1795) que commémore la stèle des républicains et des chouans dans l'ancien enclos paroissial. Cette croix n'est cependant pas une croix de chouannerie : elle fut érigée en 1750 par le curé de la paroisse, Michel Lebas, renversée sous la Révolution puis relevée en 1807[6].
- Croix-David
- Croix-des-Sept-Verges
- Croix de La Basse : au lieu-dit, en bordure de la D 40 vers Pontaubault, qui fut érigée par la famille Hubert le 8 mars 1938 et dont le dé porte l'inscription « Bon Jésus Miséricorde »[31].

#### Monument aux Morts

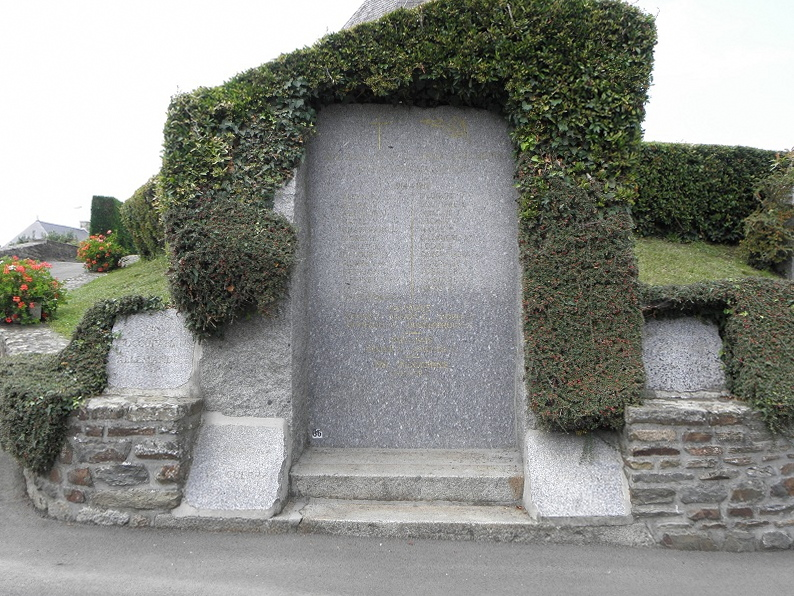
Stèle "Aux soldats de La Croix-Avranchin morts pour la France"

Il se trouve près de l'église et consiste en une stèle portant croix latine et palme gravées or, entourée d'une haie végétale. Y figurent 33 noms de soldats tombés au champ d'honneur (trente-et-un lors de la Première Guerre mondiale et deux lors de la Seconde Guerre mondiale).
La commune a compté 24 prisonniers de guerre lors du second conflit mondial qu'elle a dotés, par délibération du 3 janvier 1944, de livrets de Caisse d'épargne dont la somme a été prélevée sur le budget communal.

### Personnalités liées à la commune
- Guillaume Davy (ou David), né à La Croix-Avranchin, curé de Boucéel, ayant refuser de prêter serment, fut le dernier prisonnier décédé en prison au mont Saint-Michel. Il était âgé de 56 ans.
- Jean François Gauthier (La Croix-Avranchin, 1708 - Québec 1756), médecin et naturaliste.